# Вайль-дер-Штадт
Вайль-дер-Штадт (нім. Weil der Stadt) — місто в Німеччині, знаходиться в землі Баден-Вюртемберг. Підпорядковується адміністративному округу Штутгарт. Входить до складу району Беблінген.
Площа — 43,17 км2. Населення становить 19 107 ос. (станом на 31 грудня 2020).

## Відомі вихідці
У Вайль-дер-Штадті 27 грудня 1571 року народився Йоганнес Кеплер — німецький філософ, математик, астроном, астролог і оптик, відомий насамперед відкриттям законів руху планет, названих законами Кеплера на його честь.
- Йоганнес Бренц (1499—1570) — німецький богослов і протестантський реформатор герцогства Вюртемберг.